# 钱国栋
钱国栋，浙江大学教授，主要从事无机-有机杂化功能材料及其在生物与环境传感检测、非线性光学、发光显示等领域的应用研究。担任中国硅材料国家重点实验室主任、国务院学位委员会第八届学科评议组成员。还曾入选中国教育部长江学者特聘教授，获得过国家自然科学奖二等奖等多个奖项。